# Poker en 1974
Cet article résume les événements liés au monde du poker en 1974.

## Tournois majeurs

### World Series of Poker 1974
Johnny Moss remporte le Main Event, devenant le premier joueur à le remporter trois fois.